# M/S Absalon
M/S Absalon var en dansk passagerarfärja som körde rutten mellan Köpenhamn och Malmö från 1955. Såldes 1975 till Grekland för trafik Kreta - Santorini. Togs ur trafik 1986 och blev upplagd som hotell-fartyg vid Agios Georgios, men förliste vid en brand och sjönk delvis 1989. Blev efter några år bärgad och slutligen skrotad 2004.

## Historik
Fartyget levererades 13 juni 1955 och sattes i trafik på Öresund för Dampskibsselskabet Øresund. Hon var rederiets andra nya motorfartyg och körde rutten Köpenhamn - Malmö fram till 1975. Då såldes fartyget till Constantinos G. Ventouris, Pireus Grekland.
Därefter sattes fartyget i trafik mellan Heraklion och Thira fram till 1985 då trafik mellan Igoumenitsa och Bari tog vid. Blev sedan upplagd som hotellfartyg 1986 vid Milos och såldes 1988 till Kimolos Navigation Co. Ltd i Valletta på Malta.
I augusti månad 1989 sjönk fartyget efter en brand ombord och fartyget lade sig på botten vid aktern. Några år senare bärgades hon och såldes till sist för skrotning 2004 till Sok Gemi Sokrum Ltd, Aliaga Turkiet.